# Открытый чемпионат Биаррица по теннису
Открытый чемпионат Биаррица — женский профессиональный международный теннисный турнир, проводимый в сентябре в Биаррице (Франция) на грунтовых кортах. С 2003 года относится к женской серии ITF с призовым фондом 100 тысяч долларов и турнирной сеткой, рассчитанной на 32 участницы в одиночном разряде и 16 пар.

## Общая информация
Турнир в Аквитании включен в календарь женского тура ITF накануне сезона-2003. Первые несколько лет соревнование существовало в статусе 25-тысячника и собирало довольно скромный состав. Накануне сезона-2009 призовой фонд соревнования был увеличен в четыре раза, что позволило существенно усилить список участников.
Победительницы и финалистки
Двум теннисисткам удавалось выигрывать одиночный турнир более одного раза — на счету Полин Пармантье и Юлии Гёргес по две победы. Также дважды играла в решающих матчах представительница Туниса Селима Сфар, но каждый раз признавала своё поражение. Четырежды финальный матч игрался в три сета и четырежды теннисистка, выигравшая первый сет, в итоге, упускала титул. Селима Сфар же является рекордсменкой парного турнира по числу титулов; однако обе её победы пришлись на эпоху 25-тысячников. Трижды турнир покорился парам, составленным из представительниц одной страны: единожды титул брали представительницы России и дважды — Украины. Один раз в финале играли четыре представительницы одной страны и ими также были украинки. Побеждать в обоих разрядах турнира удавалось Стефани Коэн-Алоро, Мартине Мюллер и Юлии Гёргес. Уроженка Бад-Ольдесло же является единственной теннисисткой, выигравшей оба турнира в один год.

## Финалы разных лет

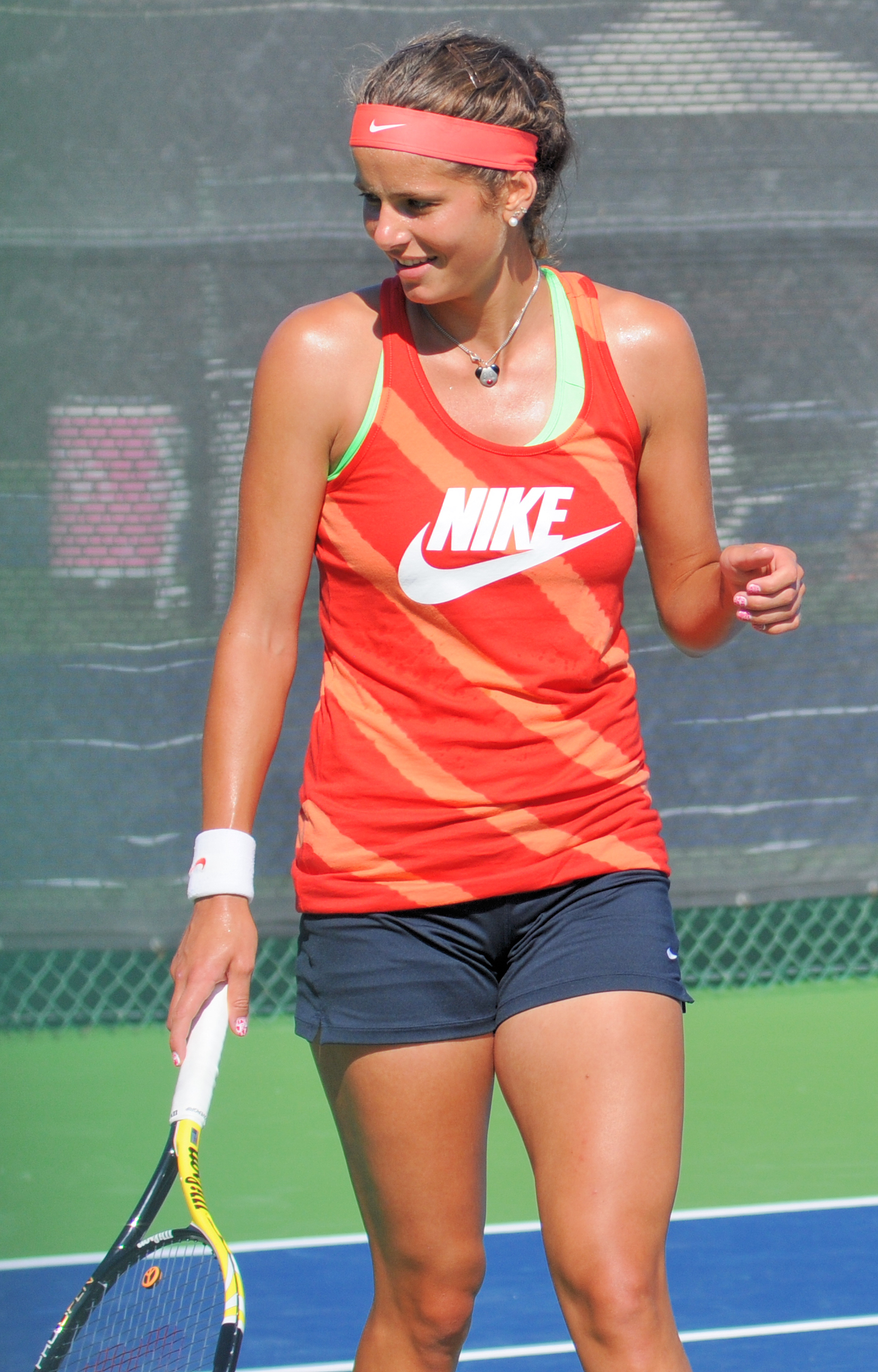
Трёхкратная победительница турнира Юлия Гёргес.

| Год  | Чемпионка           | Финалистка              | Счёт           |
| ---- | ------------------- | ----------------------- | -------------- |
| 2015 | Лаура Зигемунд      | Ромина Опранди          | 7-5 6-3        |
| 2014 | Кайя Канепи         | Тельяна Перейра         | 6-2 6-4        |
| 2013 | Штефани Фогт        | Анна Каролина Шмидлова  | 1-6 6-3 6-2    |
| 2012 | Ромина Опранди      | Мэнди Минелла           | 7-5 7-5        |
| 2011 | Полин Пармантье (2) | Патриция Майр-Ахлайтнер | 1-6 6-4 6-4    |
| 2010 | Юлия Гёргес (2)     | Софи Фергюсон           | 6-2 6-2        |
| 2009 | Юлия Гёргес         | Екатерина Деголевич     | 7-5 6-0        |
| 2008 | Катрин Вёрле        | Селима Сфар             | 6-1 6-3        |
| 2007 | Полин Пармантье     | Селима Сфар             | 6-2 6-4        |
| 2006 | Стефани Коэн-Алоро  | Мэдэлина Гожня          | 6-7(1) 6-4 6-4 |
| 2005 | Мартина Мюллер      | Тимея Бачински          | 4-6 7-6(2) 6-2 |
| 2004 | Байа Моухтассине    | Лаура Поус-Тио          | 6-4 7-6(4)     |
| 2003 | Зузана Ондрашкова   | Наталия Жуссони         | 6-0 6-3        |

| Год  | Чемпионки                            | Финалистки                            | Счёт              |
| ---- | ------------------------------------ | ------------------------------------- | ----------------- |
| 2015 | Лидия Морозова Башак Эрайдын         | Река-Луца Яни Штефани Фогт            | 6-4 6-4           |
| 2014 | Флоренсия Молинеро Штефани Фогт      | Лурдес Домингес Лино Тельяна Перейра  | 6-2 6-2           |
| 2013 | Юлия Бейгельзимер Ольга Савчук       | Вера Душевина Ана Врлич               | 2-6 6-4 [10-8]    |
| 2012 | Северин Бельтрам Лора Торп           | Лара Арруабаррена Моника Пуиг         | 6-2 6-3           |
| 2011 | Урсула Радваньская Александра Панова | Эрика Сэма Роксана Вайсемберг         | 6-2 6-1           |
| 2010 | Юлия Гёргес Шэрон Фичмен             | Лурдес Домингес Лино Моника Никулеску | 7-5 6-4           |
| 2009 | Чжань Юнжань Анастасия Родионова     | Акгуль Аманмурадова Дарья Кустова     | 3-6 6-4 [10-7]    |
| 2008 | Мартина Мюллер Кристина Виллер       | Хорхелина Краверо Бетина Хосами       | 7-6(5) 3-6 [10-8] |
| 2007 | Евгения Родина Евгения Савранская    | Екатерина Иванова Ирина Курьянович    | 2-6 6-1 6-3       |
| 2006 | Нина Братчикова Ярослава Шведова     | Клаудиа Янс Алиция Росольская         | 6-3 6-2           |
| 2005 | Стефани Коэн-Алоро Селима Сфар (2)   | Тимея Бачински Орели Веди             | 6-2 6-1           |
| 2004 | Мария Корытцева Елена Татаркова      | Алёна Бондаренко Валерия Бондаренко   | 7-5 6-0           |
| 2003 | Люси Ал Селима Сфар                  | Юлия Бейгельзимер Анна Запорожанова   | 6-1 6-1           |